# باسزیری (نانورو)
باسزیری شهری در شهرستان نانورو در استان بولکیمده در بورکینافاسوی غربی مرکزی است جمعیت آن ۷۹۱ نفر است.